# Филд, Айда
А́йда Филд (англ. Ayda Field), настоящее имя — Айда́ Сабаха́т Эведжа́н (тур. Ayda Sabahat Evecan; 17 мая 1979, Лос-Анджелес) — американская актриса

.

## Биография и карьера
Филд окончила Харвард-Уэстлейкскую школу и Университет Дьюка.
Американская актриса турецкого происхождения. Айда снимается в кино с 1998 года и в настоящее время сыграла в 26-ти фильмах и сериалах.
С 7 августа 2010 года Филд замужем за музыкантом Робби Уильямсом, с которым она встречалась 4 года до их свадьбы. У супругов есть четверо детей: дочь Теодора «Тедди» Роуз Уильямс (род. 17 сентября 2012), сын Чарльтон «Чарли» Валентин Уильямс (род. 27 октября 2014), дочь Колетт «Коко» Джозефин Уильямс (род. в сентябре 2018) и сын Бо Бенедикт Энтовен Уильямс (род. в феврале 2020). Дочь Коко и сын Бо родились от одной и той же суррогатной матери, но при этом являются биологическими детьми Филд и Уильямса.

## Избранная фильмография
| Год       |   | Русское название          | Оригинальное название         | Роль           |
| --------- | - | ------------------------- | ----------------------------- | -------------- |
| 2000—2001 | с | Дни нашей жизни           | Days of Our Lives             | Анджела Морони |
| 2006      | с | Уилл и Грейс              | Will & Grace                  | Барбара        |
| 2006—2007 | с | Студия 60 на Сансет-Стрип | Studio 60 on the Sunset Strip | Джинни Уэтли   |
| 2012      | с | Две девицы на мели        | 2 Broke Girls                 | Констанс       |
| 2016      | с | Параноик                  | Paranoid                      | Шери           |